# Pleione saxicola
Pleione saxicola är en växtart i släktet Pleione och familjen orkidéer. Den beskrevs av Tang, Fa Tsuan Wang och Sing Chi Chen.

## Utbredning
Arten förekommer i Tibet, östra Bhutan och nordvästra Yunnan i Kina.